# Scleropodium krausei
Scleropodium krausei là một loài rêu trong họ Brachytheciaceae. Loài này được Macoun & Kindb. mô tả khoa học đầu tiên năm 1892.